# Mirax texana
Mirax texana är en stekelart som beskrevs av Muesebeck 1922. Mirax texana ingår i släktet Mirax och familjen bracksteklar. Inga underarter finns listade i Catalogue of Life.